# Lucio Ceccarini
Lucio Ceccarini (Roma, 13 dicembre 1930 – Roma, 14 luglio 2009) è stato un pallanuotista italiano, vincitore di una medaglia di bronzo all'olimpiade di Helsinki 1952 e padre del nuotatore Andrea Ceccarini. Con la nazionale conquistò anche la medaglia di bronzo agli Europei di Torino 1954. Con la Lazio nel 1955 è stato vicecampione d'Italia per poi vincere lo scudetto l'anno successivo.